# 연천역 급수탑
연천역 급수탑(漣川驛 給水塔)은 대한민국 경기도 연천군 연천읍 연천역에 있는 1914년에 만들어진 급수탑이다. 2003년 1월 28일 대한민국의 국가등록문화재 제45호로 지정되었다.

## 배경
일제강점기 시기 놓인 경원선은 1912년 연천역까지 개통되었다. 당시 운행되던 증기기관차는 일정 거리 마다 물을 새로 공급 받을 필요가 있었다. 1899년 9월 경인선이 놓인 이래 철도변을 따라 놓였다. 2003년 문화재 지정 당시 한국에 남은 급수탑은 7 개로 모두 등록문화재로 지정되었다.

## 구조
연천역 급수탑은 경원선을 운행하던 증기기관차에 물을 공급하기 위해 설치한 것으로 현재 상자형과 원통형 2기가 남아 있다. 상자형 급수탑은 콘크리트조로 기단, 벽체부, 지붕부 3단으로 입면을 형성하였으며, 아치형 출입구를 두었고, 외관에 줄눈을 그려 벽돌로 쌓은 것처럼 꾸몄다. 원통형 급수탑에는 급수관 3개와 기계장치가 양호하게 보존되어 있고, 탑 외부에는 한국전쟁 당시의 총탄 흔적이 남아 있다. 1950년대 디젤기관차가 등장하여 제 기능을 다하고 사라졌지만, 근대화 과정에서 중요한 역할을 한 증기기관차 관련 철도 시설물로 가치가 높다.

## 사진

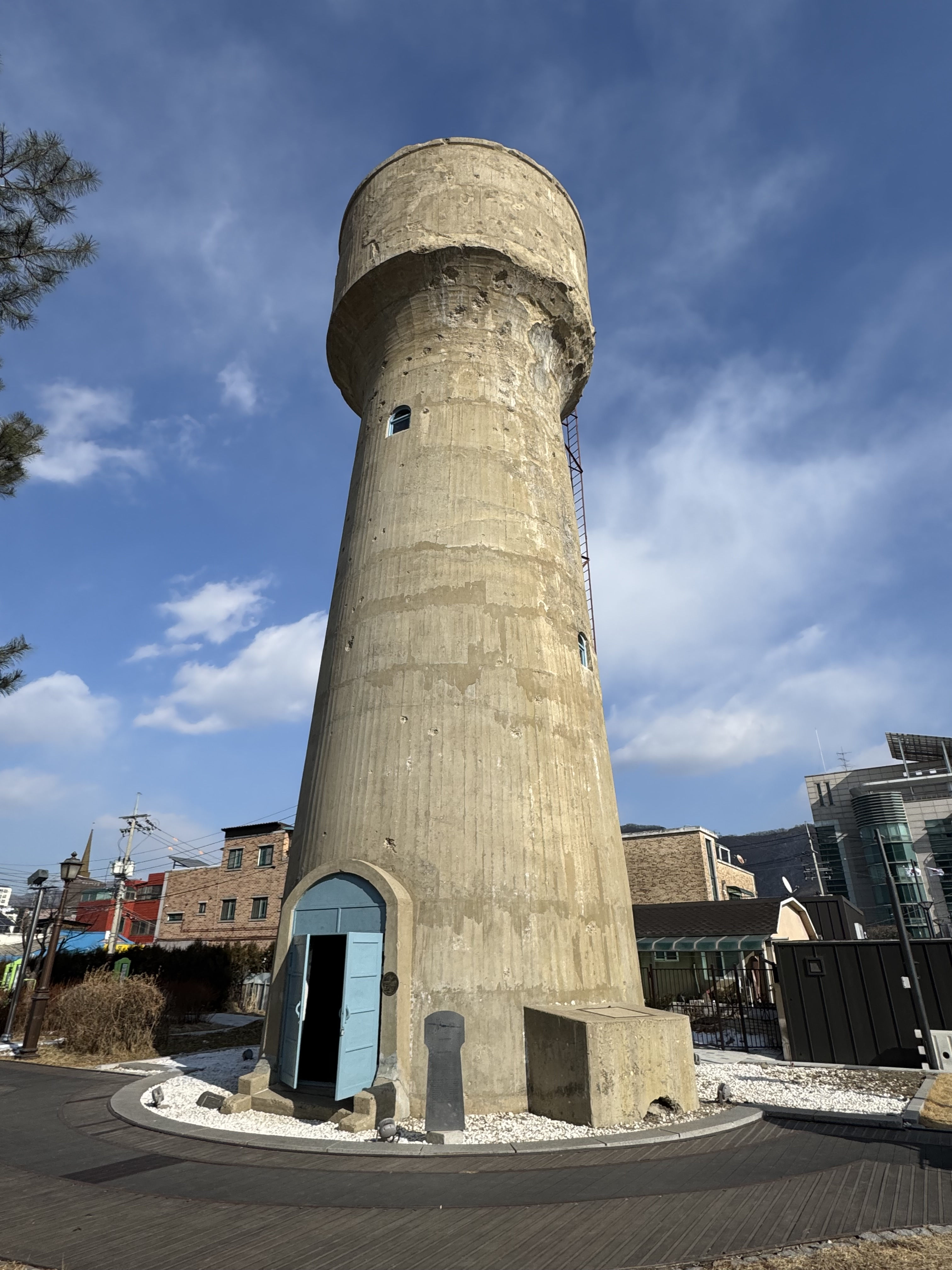
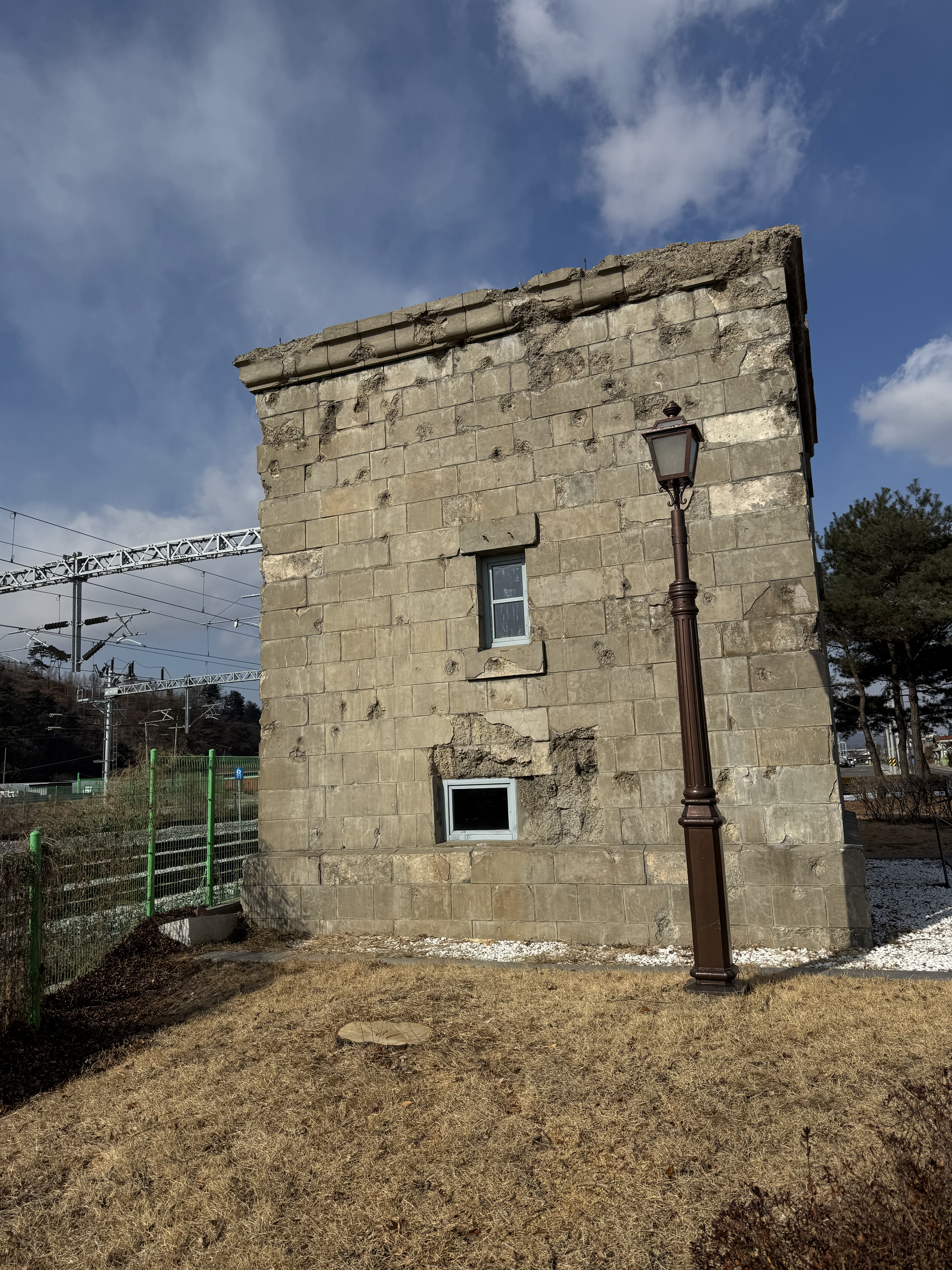

## 같이 보기
- 연천역

## 참고 자료
- 연천역 급수탑 - 국가유산청 국가유산포털